# Union Sales Company
Union Sales Company, vorher Eagle Motor Car Company, war ein US-amerikanischer Hersteller von Automobilen. Eine andere Quelle verwendet die Firmierungen Union Motor Car Company und Union Motor Sales Company.

## Unternehmensgeschichte
J. W. O’Brian gründete 1911 die Eagle Motor Car Company in Columbus in Ohio. Er wollte Fahrzeuge der Marke Eagle herstellen. Als er bemerkte, dass dieser Markenname häufig verwendet wurde, benannte er Ende 1911 das Unternehmen um. Die Produktion fand mit Unterstützung der Dunlap Engineering Company statt und lief von 1911 bis 1912. Der Markenname lautete Union. Eine Quelle gibt an, dass O’Brian im Februar 1912 untertauchte.
Weitere US-amerikanische Hersteller von Personenkraftwagen der Marke Union waren Union Electric Company, Union Automobile Company, Union Automobile Manufacturing Company, Union Carriage Company und Union Automobile Company.

## Fahrzeuge
Das einzige Modell war der 25. Er hatte einen Vierzylindermotor mit 25 PS Leistung. Die Motorleistung wurde über ein Dreiganggetriebe und eine Kardanwelle an die Hinterachse übertragen. Das Fahrgestell hatte 254 cm Radstand. Der Aufbau war ein Roadster mit zwei Sitzen. Auffallend war ein ovaler Kraftstofftank hinter den Sitzen. Der Neupreis betrug 650 US-Dollar.